# Sándor
Sándor (/ˈʃaːndɔr/) est un prénom hongrois masculin.

## Équivalents
- anglais : Alexander
- français : Alexandre
- italien : Sandro/Alessandro
- turc : Iskander/Iskender
- Alexis, Alex, Olek, Alik, Alistair
- Alexandra, Alexandrie, Alessie, Aleksa
- Léandre, Lisandre, Lek
- Sandre, Sandrou
- Sasho, Sacha

## Personnalités portant ce prénom
- Sándor Bíró (1911–1988), footballeur hongrois
- Sándor I. Csajághy (Alexander Csajághy; 1810–1860), évêque catholique romain du diocèse de Csanád
- Sándor Kőrösi Csoma (1784−1842), voyageur, philologue et orientaliste hongrois, fondateur de la tibétologie
- Sándor Ferenczi (1873−1933), psychiatre et psychanalyste hongrois
- Sándor Garbai (1879–1947), premier ministre hongrois
- Sándor Jemnitz (1890−1963), chef d'orchestre, musicien et compositeur
- Sándor Képíró (1914–2011), officier hongrois de gendarmerie
- Sándor Kisfaludy (1772−1844), poète et dramaturge
- Sándor Kocsis (1929–1979), joueur hongrois de football
- Sándor Kónya (1923–2002), chanteuse hongroise d'opéra et professeur du secondaire
- Sándor Kónya-Hamar (* 1948), membre du Parlement européen
- Sándor Liezen-Mayer (1839–1898), peintre hongrois
- Sándor Márai (1900–1989), poète hongrois, écrivain et dramaturge
- Sándor Mátrai (1932–2002), footballeur hongrois
- Sándor Nemes (1899–1986), joueur austro-hongrois de football et entraîneur
- Sándor Páll (1954–2010), homme politique serbe, critique littéraire et traducteur
- Sándor Peisch (* 1949), ambassadeur de Hongrie en Allemagne
- Sándor Petőfi (1823−1849), poète hongrois et héros national
- Sándor Puhl (* 1955), arbitre  hongrois de football
- Sándor Radó (1890–1972), médecin et psychanalyste hongrois
- Sándor Radó (1899–1981), géographe et cartographe hongrois
- Sándor Reményik (1890−1941), poète hongrois
- Sándor Rónai (1892−1965), président de la Hongrie
- Sándor Rozsnyói (* 1930), athlète hongrois
- Sándor Sára (* 1933), cinéaste hongrois et Media Manager
- Sándor Simonyi-Semadam (1864–1946), avocat hongrois, politicien et banquier
- Sándor Szakácsi (1952–2007), acteur hongrois et comédien de doublage
- Sándor Szathmári (1897–1974), écrivain hongrois
- Sándor Szokolay (1931-2013), compositeur hongrois
- Sándor Torghelle (* 1982), footballeur hongrois
- Sándor Varga Kibédi (1902–1986), philosophe germano-hongrois
- Sándor Végh (1912–1997), chef d'orchestre autrichien et violoniste
- Sándor Veress (1907−1992), compositeur important du XXe siècle
- Sándor Wekerle (1848−1921), premier ministre de la Hongrie
- Sándor Wladár (* 1963), nageur hongrois

## Personnalités portant ce patronyme
- György Sándor (1912–2005), pianiste hongrois
- István Sándor (1914-1953), religieux salésien hongrois du XXe siècle qui a été déclaré Vénérable par l'Église catholique
- Iván Sándor (* 1930), auteur hongrois
- Károly Sándor (* 1928), footballeur hongrois

## Fête
Les "Sándor" sont fêtés le 15 janvier, le 26 février, le 18 mars, le 23 avril, le 3 mai, ou le 11 octobre, selon le saint de référence.